# Lyonel Lucini
Ignacio Lyonel Lucini (Tamangueyú, Patagônia, 8 de outubro de 1939 – Brasília, 30 de março de 2005)  foi um cineasta argentino-brasileiro.

## Biografia
Formado em Belas Artes/cinema na Universidade de Buenos Aires no início da década de 60, transferiu-se para o Brasil em seguida, indo morar no Rio de Janeiro. Em 1967, mudou-se para Brasília, pela qual era apaixonado devido à sua concepção estética e humanista.
Estudioso da ecologia, da cultura e do folclore latino-americano, nos anos 60 foi professor do antigo Instituto de Artes da Universidade de Brasília (UnB), que congregou as diversas manifestações da arte em um curso interdisciplinar seguindo as ideias de Darcy Ribeiro. Expulso da UnB pela ditadura militar, foi reintegrado pela anistia promovida nos anos 90. Colaborou na formação de vários artistas e cineastas da nova geração.
Como fomentador cultural foi um dos entusiastas do Festival de Cinema de Brasília, da Associação Brasileira de Documentaristas (ABD) e da Associação Brasiliense de Cinema e Vídeo (ABCV).

## Documentários
Lyonel realizou, entre outros, documentários sobre Veiga Valle. Enfatizava em seus documentários a concepção da narrativa visual ao invés da falada, privilegiando a perspicácia de entendimento da plateia. Nos filmes com temas ecológicos, como Taim, sobre a reserva ecológica no Rio Grande do Sul, Antártida sobre a primeira expedição brasileira à Antártida, e Babacu, todos com a colaboração de Maria Judith Zuzarte Cortesão considerada matriarca da ecologia no Brasil, recebeu vários prêmios em festivais.
Nos últimos anos buscava apoio para a realização de seu grande sonho, o longa-metragem Berocan, ou "Água Grande" sobre temas indígenas com locação no Rio Araguaia, e cujo roteiro foi premiado pela Embrafilme nos anos 90.
Teve oito filhos. Faleceu em Brasília aos 65 anos. Foi homenageado na edição do mesmo ano do Festival de Cinema de Brasília.